# Saúl Coco
Saúl Basilio Coco-Bassey Oubiña (Lanzarote, 9 de fevereiro de 1999) é um futebolista guinéu-equatoriano que atua como zagueiro. Atualmente defende o Torino.
Nascido na Espanha, representa a Guiné Equatorial em nível internacional.

## Carreira
Revelado pelo Orientación Marítima (onde chegou a ser treinado por seu pai), Coco passou ainda pela base do Las Palmas e do Espanyol.
Em agosto de 2018, foi promovido ao time B dos Pericos antes de ser emprestado ao Horta, onde fez sua estreia ao entrar como substituto na vitória por 3 a 1 sobre o Figueres, pela Tercera División (quarta divisão espanhola). Em julho do ano seguinte, voltou ao Las Palmas e foi realocado no time C. Promovido ao Las Palmas Atlético (equipe B dos Amarillos), Coco estreou no time principal em dezembro de 2020, na vitória por 4 a 0 sobre o Varea, pela Copa del Rey. O zagueiro renovaria seu contrato com o Las Palmas até 2025, sendo promovido em seguida ao elenco principal e ajudando na conquista do acesso à primeira divisão espanhola. Em outubro de 2023, levou o prêmio de gol do mês de La Liga ao marcar na vitória por 2 a 1 frente ao Villarreal numa cobrança de falta a 27 metros.
Em julho de 2024, Coco assinou com o Torino por 4 temporadas.

## Carreira internacional
Filho de uma guinéu-equatoriana, Coco é também descendente de nigerianos por parte de seu avô paterno. Elegível para representar Espanha (seu país de origem), Guiné Equatorial ou Nigéria, optou em jogar pela Nzalang em 2017, sendo convocado pela primeira vez em agosto do mesmo ano. A estreia do zagueiro pela seleção foi contra o Benin, substituindo Pablo Ganet na derrota por 2 a 1, sendo o primeiro jogador nascido em Lanzarote a ser convocado para uma seleção nacional em 67 anos, quando José Hernández atuou em um amistoso não-oficial da Espanha contra o México, em 1950. O amistoso entre Guiné Equatorial e Benin, no entanto, foi anulado pela FIFA porque o trio de arbitragem era guinéu-equatoriano.
Representou a Nzalang em 2 edições da Copa das Nações Africanas, em 2021 (onde a Guiné Equatorial chegou até as quartas-de-final, sendo eliminada pelo Senegal, que viria a ser campeão) e 2023 (caiu nas oitavas-de-final ao perder para a Guiné por 1 a 0).

## Títulos

### Individuais
- Gol do Mês de La Liga: outubro de 2023[11]
- Gol do Mês da Série A Italiana: setembro de 2024[20]